# Лютвинский, Валентин Павлович
Валентин Павлович Лютвинский (21 июля 1938, Ленинград — 26 января 2013, Санкт-Петербург) — мастер спорта по гребному слалому, мастер спорта по гребле на байдарках и каноэ, старший тренер сборной Санкт-Петербурга по гребному слалому. Заслуженный тренер РСФСР.

## Биография
Родился 21 июля 1938 года в г. Ленинграде в семье Павла Васильевича и Лидии Николаевны Лютвинских. Когда ему исполнилось 3 года, началась Великая Отечественная война. Отец был отправлен на фронт, а Лютвинский с матерью и бабушкой эвакуирован в Осташков. После окончания войны они вернулись в Ленинград, отец в семью больше не вернулся. Лютвинский примкнул к отряду «тимуровцев», которые помогали одиноким людям и инвалидам. Впоследствии на него обратил внимание тренер по гребле — Юрий Петрович, который жил в этом же доме и пригласил в секцию гребли на каноэ. В возрасте 14 лет стал членом сборной команды по гребле на байдарках и каноэ по юношам.

### Достижения в гребле на байдарке и каноэ
- 1954-56 3-кратный чемпион по юношам, C-1
- 1957—1960 3-кратный чемпион Ленинграда, С-1
- 1958 год — мастер спорта по гребле на байдарке и каноэ.
- 1959 год участник Спартакиады СССР
- 1959 год — 2 место, чемпионат СССР
- Чемпион Всесоюзных юношеских соревнований
- 1960 год — кандидат на участие в Олимпиаде
- 1960 год — 3 место Первенство СССР, кандидат на участие в Олимпиаде.
- Чемпион «Первенства Профсоюзов»

## Начало развития нового вида спорта — гребного слалома в СССР
Декабрь 1969 года в г. Душанбе на расширенный УТС были приглашены сильнейшие туристы-водники и мастера спорта. Учить этому виду спорта приехали представители ГДР, их школа была лучшей в мире. Сами они задержались на сбор, а лодки прибыли раньше. Спортсмены стали их осваивать.

Лодка лежит на берегу, подходят каноисты, туристы, пытаемся все в неё сесть. Ни у кого не получалось. Случайно, получилось у меня. Я сел в эту лодку и кричу: «Несите меня!» Меня подняли и поставили в речку. Я говорю, что с этого момента началось развитие каноэ в СССР. Это исторический факт, поэтому тут никуда не деться. — из воспоминаний Валентина Павловича Лютвинского 
В 1970 году проводились Первые Всесоюзные соревнования в Грузии на реке Риони, близ села Твиши. Команда под руководством Лютвинского победила: в классе C-1 Лютвинский, К-1 Жуков, С-2 В. Табачников — А. Школьников, в женской байдарке победила Т. Воробьева из Перми.

В 1970 году Лютвинский участвовал в международных соревнованиях в ГДР, г. Цвиккау. Тренировал спортсменов первой сборной Ленинграда по гребному слалому. По результатам сбора была сформирована сборная команда СССР для подготовки к Олимпийским играм 1972 года.

### Спортивные достижения в гребном слаломе
- 1971 г. — I место в каноэ одиночке во Всесоюзных личных соревнованиях по гребному слалому, р. Риони.
- 1971 г. — II место в классе лодок C-1, Международные соревнования в Риге
- 1971 г.- Участник XII Чемпионата Мира, Италия г. Мерано, на реке Пассер
- 1972 г. — I место в классе лодок C-1, личные гонки, Кубок СССР по гребному слалому
- 1973 г. — II место в классе лодок С-1, командные гонки, Всесоюзные соревнования по гребному слалому
- 2 июля 1973 г. — Мастер спорта по гребному слалому
- 1973 г. — II место в классе лодок C-1, командные гонки, Кубок СССР по гребному слалому, г. Первомайск
- 1973 г. — I место в классе лодок С-1, личные гонки, Кубок СССР по гребному слалому
- 1973 г. — II место в классе лодок C-1, личные гонки, Всесоюзные соревнованиях по гребному слалому
- 1974 г. — I место в классе лодок С-1, командные гонки, Кубок СССР по гребному слалому
- 1981 г. — Заслуженный тренер РСФСР
- 2000 г. — Признан Членом Совета ветеранов спорта Санкт-Петербурга
- 2011 г. — Награждён Почетным знаком «За заслуги в развитии Олимпийского движения в России»
- В 2012 году признан Лучшим тренером-преподавателем отделения гребного слалома «Колледж Олимпийского резерва № 1»

Спортсмены Лютвинского неоднократно завоевывали звание Чемпионов СССР (Быкадоров В., Абрамов В., Колтышев Б., Кузнецов С., Кулов А. — Михалин С., Иванов А. — Андреев А.) побеждали на Кубке СССР и во Всесоюзных соревнованиях (Табачников В., Смирнов Ю., Строганов Г., Герций С., Волков А. и пр.)
Среди воспитанников — победители и призеры международных соревнований, чемпионатов и кубков Советского Союза, России, Европы и мира, более 50 спортсменов удостоены звания мастера спорта. Чемпионы мира 2001 года — Чигидин Александра и Быкадорова Владимира; призеров и чемпионов России — МС Васильев Алексей, МС Харитонова Марта, МС Иванова Наталья, МС Прокофьев Андрей, МС Афанасьев-Сенькин.

### Личная жизнь
20 сентября 1963 года женился на Элине Васильевне. 24 января 1964 года родился сын, Валерий, в будущем мастер спорта по гребному слалому, многократный победитель чемпионата Ленинграда и чемпионата СССР. 18 декабря 1989 года был застрелен Сергеем Мадуевым.